# Plassac (Żyronda)
Plassac – miejscowość i gmina we Francji, w regionie Nowa Akwitania, w departamencie Żyronda.
Według danych na rok 1990 gminę zamieszkiwały 964 osoby, a gęstość zaludnienia wynosiła 135 osób/km² (wśród 2290 gmin Akwitanii Plassac plasuje się na 443 miejscu pod względem liczby ludności, natomiast pod względem powierzchni na miejscu 1271).